# Astarte belti
Astarte belti is een tweekleppigensoort uit de familie van de Astartidae. De wetenschappelijke naam van de soort is voor het eerst geldig gepubliceerd in 2001 door Høpner Petersen.